# Евет Салбер
Евет Салбер (фр. Evette-Salbert) је насељено место у Француској у региону Франш-Конте, у департману Територија Белфор.
По подацима из 2011. године у општини је живело 2075 становника, а густина насељености је износила 226,53 становника/km².

## Демографија
| 1962. | 1968. | 1975. | 1982. | 1990. | 1999. | 2006. | 2011. |
| ----- | ----- | ----- | ----- | ----- | ----- | ----- | ----- |
| 841   | 883   | 1.389 | 1.781 | 2.093 | 2.155 | 2.013 | 2.075 |